# برايان شامبيرس
برايان شامبيرس (بالإنجليزية: Brian Chambers)‏ (31 أكتوبر 1949 بنيوكاسل أبون تاين في المملكة المتحدة - ) هو لاعب كرة قدم بريطاني في مركز الوسط. لعب مع نادي أرسنال ونادي بورنموث ونادي سندرلاند ونادي لوتون تاون ونادي ميلوول ونادي هاليفاكس تاون ونادي بول تاون.

## وصلات خارجية
- برايان شامبيرس على موقع قاعدة بيانات كرة القدم.إي يو (الإنجليزية)